# Хорошевский, Виктор Гаврилович
Виктор Гаврилович Хорошевский (22 августа 1940 — 6 мая 2012) — советский и российский учёный в области математического моделирования и параллельных вычислительных технологий, член-корреспондент РАН (2000).

## Биография
В 1958 году окончил среднюю школу № 13 г. Горно-Алтайска, с серебряной медалью.
В 1963 году окончил радиофизический факультет Томского государственного университета.

### Научная карьера
С февраля 1964 г. в Сибирском отделении АН СССР, Институт математики СО АН СССР:
- 1964—1970 гг. — стажёр-исследователь, младший научный сотрудник,
- 1970—1974 гг. — заведующий лабораторией,
- 1974—1983 гг. — заведующий отделом.

В 1983—1987 гг. — заведующий лабораторией Института теоретической и прикладной механики СО АН СССР.
С 1987 года в Институте физики полупроводников СО АН СССР (в настоящее время Институт физики полупроводников им. А. В. Ржанова СО РАН)
- 1987—1993, с 2000 г. — заведующий лабораторией вычислительных систем,
- 1993—2000 гг. — заведующий отделом.

Член Национального комитета и председатель Сибирской группы IMACS; входил в состав ряда учёных, научных, научно-технических и экспертных советов, а также редакционных советов журналов «Вестник компьютерных и информационных технологий» и «Engineering Simulation». Основатель и председатель (с 1982) Международной конференции «Распределённая обработка информации».

### Преподавательская деятельность
- 1967—1983 гг. — преподаватель Новосибирского электротехнического института,
- с 1983 г. — заведующий кафедрой вычислительных систем Новосибирского электротехнического института связи (ныне Сибирский государственный университет телекоммуникаций и информатики — СибГУТИ), директор Центра параллельных вычислительных технологий при СибГУТИ.

### Научная деятельность
Создатель научной школы в области анализа, организации функционирования и моделирования большемасштабных распределённых вычислительных систем. Основные результаты получены в создании архитектуры вычислительных систем с программируемой структурой.
- создал вероятностные дискретные и континуальные модели функционирования вычислительных систем с массовым параллелизмом,
- заложил основы теории стохастической осуществимости параллельного решения сложных задач,
- выполнил первые работы по теории живучести большемасштабных вычислительных систем,
- разработал математический аппарат и технология экспресс-анализа надёжности, живучести и технико-экономической эффективности вычислительных систем,
- создал основы теории параллельного мультипрограммирования, а также базовые параллельные алгоритмы организации функционирования вычислительных систем с массовым параллелизмом.

Является соавтором концепции распределённых вычислительных систем с программируемой структурой и ведущим разработчиком первой в мире программно-реконфигурируемой ВС «Минск-222» (1965). Под его руководством и при непосредственном участии созданы мини-ВС МИНИМАКС (1975) и СУММА (1976); семейство микроВС МИКРОС (1985), МИКРОС-2 (1992) и МИКРОС-Т (1996). Его научные достижения были положены в основу промышленных разработок и конфигурирования пространственно-распределённых мультикластерных вычислительных систем.

## Награды и звания
В 1968 году защитил кандидатскую диссертацию по специальности «Техническая кибернетика», а в 1974 году — докторскую по специальности «Вычислительная техника».
- Заслуженный деятель науки Российской Федерации.

## Основные научные труды

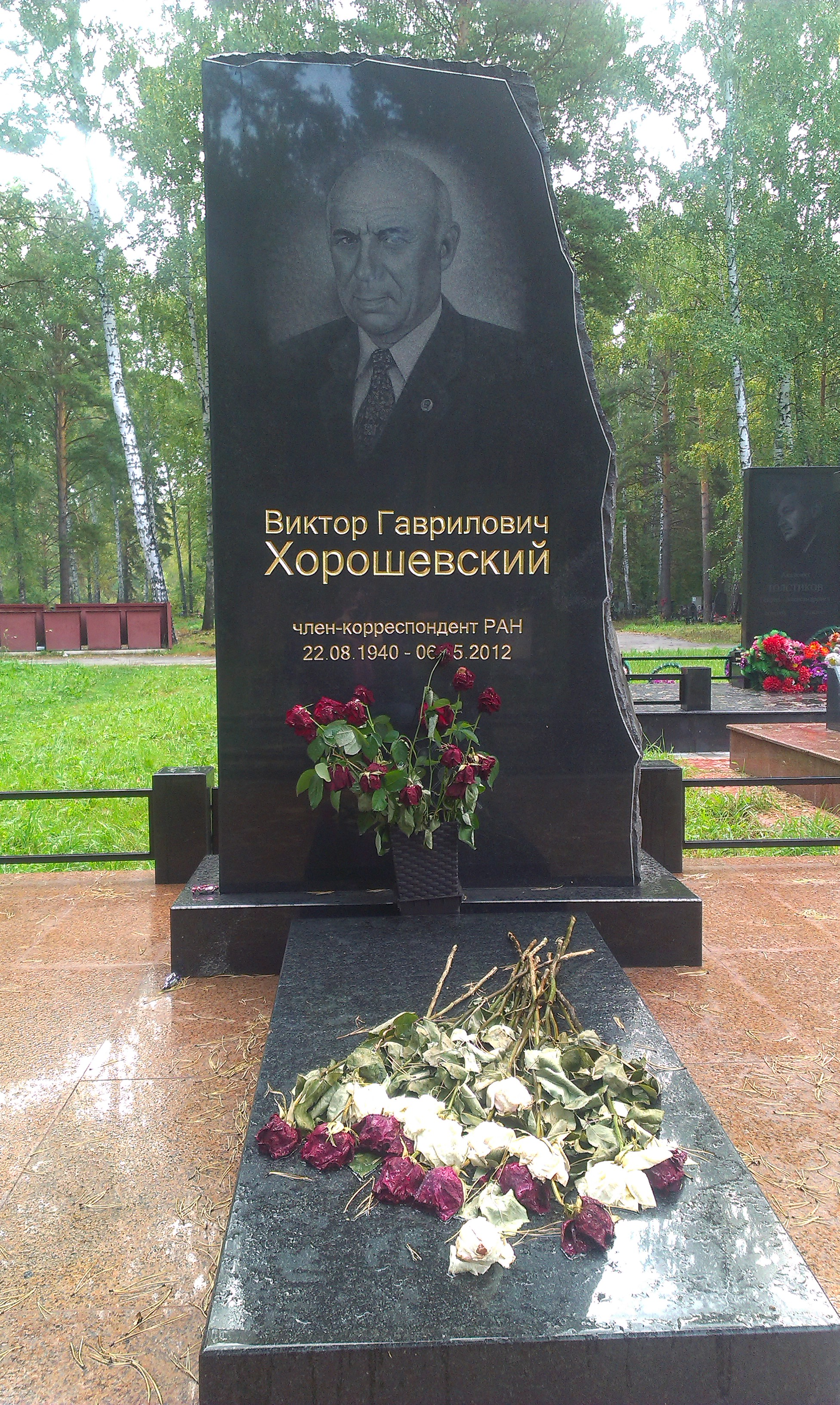
Могила В. Хорошевского на Южном кладбище

- Однородные вычислительные системы./ Евреинов Э. В., Хорошевский В.Г. Новосибирск: Наука, 1978. 319 с.
- Алгоритмы и методы организации функционирования многомашинных вычислительных систем : Учеб. пособие для студентов V курса фак. автоматики и вычисл. техники (спец. 0608, 0646) дневного, вечер. и заоч. отд-ний / В. И. Жиратков, В. Г. Хорошевский. - Новосибирск : НЭТИ. - 20 см. Ч. 2. - Новосибирск : НЭТИ, 1980. - 101 с.
- Вычислительные системы из мини-ЭВМ / Ю. К. Димитриев, В. Г. Хорошевский; Под ред. Э. В. Евреинова. - М. : Радио и связь, 1982. - 304 с. : ил.
- Вычислительная система МИКРОС / В. Г. Хорошевский. - Новосибирск : ИМ, 1983. - 51 с.
- Инженерный анализ функционирования вычислительных машин и систем / В. Г. Хорошевский. - М. : Радио и связь, 1987. - 254,[1] с.
- Модели анализа и организации функционирования большемасштабных распределённых вычислительных систем // Электронное моделирование. 2003. Т.25, N 6. С.21-35
- Архитектура вычислительных систем : учеб. пособие для студентов вузов, обучающихся по направлению "Информатика и вычисл. техника" / В. Г. Хорошевский. - М. : Изд-во МГТУ им. Н. Э. Баумана, 2005 (ППП Тип. Наука). - 510, [1] с. : ил., табл.; 24 см. - (Информатика в техническом университете).; ISBN 5-7038-2654-3
  - Архитектура вычислительных систем : учеб. пос. для студентов вузов ... по напр. "Информатика и вычислительная техника" / В. Г. Хорошевский. - Изд. 2-е, перераб. и доп. - Москва : Изд-во МГТУ им. Н. Э. Баумана, 2008. - 519 с. : ил., табл.; 24 см. - (Серия. Информатика в техническом университете).; ISBN 978-5-7038-3175-5

### Редакторская деятельность
- Вычислительные методы, алгоритмы и аппаратурно-программный инструментарий параллельного моделирования природных процессов [Текст] = Computational methods, algorithms amd hardware and software tools for parallel modelling of natural processes / [Курносов М.Г., Мамойленко С.Н., Павский К.В. и др.] ; отв. ред. В. Г. Хорошевский. - Новосибирск : Изд-во СО РАН, 2012. - 354 с. : ил.; 25 см. - (Интеграционные проекты СО РАН = SB RAS integrated projects / Российская акад. наук, Сибирское отд-ние, Ин-т физики полупроводников им. А. В. Ржанова [и др.]; вып. 33).; ISBN 978-5-7692-1237-6 (Вып. 33)

### Диссертации
- Хорошевский, Виктор Гаврилович. Некоторые вопросы надёжности, производительности и стоимости однородных универсальных вычислительных систем : дисс. ... : канд. техн. наук : 05.00.00 / В.Г. Хорошевский. - Новосибирск, 1968. - 206 с.
- Хорошевский, Виктор Гаврилович. Исследование функционирования однородных вычислительных систем : дисс. ... докт. техн. наук : 05.13.13. - Ленинград, 1972. - 351 с.

## Публицистика
Распределённый кластер не уступит «Голубому гену»?

## Память
Похоронен на Южном кладбище Новосибирска.